# Rechaiga
Rechaiga (em árabe: الرشايقة) é uma comuna localizada na província de Tiaret, Argélia. Sua população estimada em 2008 era de 19 830 habitantes.